# Crims al Bàltic: El naixement de la dona drac
Crims al Bàltic: El naixement de la dona drac (títol original en alemany, Der Usedom-Krimi: Geburt der Drachenfrau) és un telefilm alemany de 2023 de la saga de pel·lícules de ficció criminal Crims al Bàltic. Va ser produït per Polyphon Film- und Fernsehgesellschaft mbH per a Das Erste en nom d'ARD Degeto i NDR. Es tracta de la vint-i-unena entrega de la sèrie de telefilms i es va emetre per televisió el 16 de novembre de 2023. S'ha doblat al català per a TV3, que el va estrenar el 23 de març de 2025.
La pel·lícula es va rodar del 20 de novembre de 2022 al 24 de març de 2023 a l'illa d'Usedom al mar Bàltic, a Brandenburg i a Berlín.
La primera emissió a Alemanya va ser seguida per un total de 5,18 milions d'espectadors, la qual cosa va representar a una quota d'audiència del 19,6 % al canal Das Erste.